# Santa Maria Oliveto
Santa Maria Oliveto è la frazione più popolosa e antica del Comune di Pozzilli dal quale dista circa 5 km. Il borgo medievale è caratterizzato dalla presenza di ben 13 torri superstiti lungo le mura nelle quali è racchiuso. All'interno delle mura è presente la chiesa dedicata a San Lorenzo Martire, nella quale si conserva un'abside del XIII secolo, raffigurante Cristo benedicente tra gli apostoli.

## Geografia fisica
Il paese sorge su di un colle a 378 metri sul livello del mare in posizione panoramica sulla piana di Venafro. L'abitato è circondato da oliveti, boschi di roverelle e vegetazione mediterranea che caratterizzano gran parte delle colline circostanti. Come nel resto del territorio, il clima risulta essere piuttosto rigido in inverno mentre le estati sono calde ma ventilate. Nevicate non abbondanti fanno la loro comparsa durante l'inverno.

## Cultura

### Eventi
Sant'Antonio di Padova e San Lorenzo Martire sono festeggiati ogni anno rispettivamente nei giorni del 9 e 10 agosto con sante messe, processioni, spettacoli bandistici, balli in piazza, giochi popolari e fuochi pirotecnici. L'8 settembre di ogni anno invece ricorre la festa in onore della Madonna delle Grazie con la celebrazione della santa messa, la processione per le vie del paese, la distribuzione di pane e vino e fuochi pirotecnici. Nella notte della Vigilia di Pasqua si tiene la tradizionale accensione del fuoco in piazza Seggio.

## Società

### Evoluzione demografica
Il paese, a partire dall'inizio del novecento, ha subito un graduale e inarrestabile calo della popolazione con il fenomeno dell'emigrazione soprattutto all'estero in Francia, Inghilterra e Scozia. Oggi la popolazione è composta in gran parte da anziani. Ciò ha determinato un inevitabile taglio dei servizi pubblici con la chiusura delle scuole e la riduzione dell'orario di apertura al pubblico di Poste Italiane. Nel paese è attualmente presente un unico alimentari mentre per le altre esigenze la popolazione è costretta a rivolgersi altrove. Attualmente, la popolazione è di 240 abitanti.
Abitanti censiti